# Права ЛГБТ в Аризоне
Лесбиянки, геи, бисексуалы и трансгендеры (ЛГБТ) в Аризоне могут столкнуться с юридическими проблемами, с которыми не сталкиваются жители, не принадлежащие к ЛГБТ. Однополые сексуальные отношения в Аризоне законны, однополые пары могут жениться и усыновлять детей. Тем не менее, штат обеспечивает лишь ограниченную защиту от дискриминации по признаку сексуальной ориентации и гендерной идентичности. В нескольких городах, в том числе в Финиксе и Тусоне, приняты постановления о защите ЛГБТ от несправедливой дискриминации в сфере занятости, жилья и общественных мест.
Финикс и Тусон являются домом для большого сообщества ЛГБТ. Первый парад Phoenix Pride состоялся в 1981 году и теперь ежегодно привлекает тысячи посетителей. Tucson Pride был основан в 1977 году и стал первым в штате. Опрос 2019 года, проведенный Исследовательским институтом общественной религии, показал, что 71 % жителей Аризоны поддерживают недискриминационное законодательство, защищающее ЛГБТ.

## История и законность однополой сексуальной активности
Аризона была заселена коренными народами на протяжении тысячелетий. Подобно многим индейским племенам в США, эти группы имеют традиции переодевания в одежду другого пола и гендерных различий, и их представления о гендере и человеческой сексуальности отличаются от представлений в западном мире. Не было никаких юридических или социальных наказаний за однополые сексуальные отношения.
Надлеехи (на языке навахо: nádleeh или nádleehé; буквально «тот, кто постоянно трансформируется») относится к людям, которые являются «человеком с мужским телом и женской природой». Исторически навахо признавали четыре гендерные роли: asdzán (женское начало), hastiin (мужское начало), dilbaa (мужское-женское начало) и nádleehi (женское-мужское начало). Идентичность надлеехи изменчива, и такие люди могут проявлять как мужские, так и женские характеристики. Из-за предполагаемого «баланса» между обоими полами их обычно выбирали для выполнения определенных социальных и общинных ролей, таких как духовные целители. Они традиционно носили женскую одежду и выполняли женскую работу, а некоторые вступали в сексуальные отношения с мужчинами, что было принято племенем.
Тохоно О-одхам признает термин k’ovat, который относится к людям, которые при рождении были с мужским полом, но которые действуют, одеваются и ведут себя как женщины. Другие группы людей признают аналогичные термины в отношении трансгендеров и гендерных различий; Тех, кто будучи мужчиной, ведут себя как женщина, называют: хова у хопи, алиха у мохаве, ильяксай у марикопа, тувасавуты у южных пайутов, ндесдзан у западных апачей, элькса у кечанов и эльха у кокопа, тогда как к женщинам, которые ведут себя как мужчина, относятся хваме у мохаве, квираксаме у марикопа, квераме у кечан и варрамех у кокопа. В настоящее время для обозначения этих идентичностей все чаще используется термин «бердаши».
Относительная открытость для этих различных гендерных идентичностей по большей части исчезла после европейского поселения и колонизации. Даже среди коренных американцев восприятие общества начало меняться. Из-за введения европейцами более строгих представлений о гендере и сексуальности, nádleehi стала предметом насмешек. Сегодня ЛГБТ-навахо может столкнуться с трудностями при принятии их семьей: по сообщениям, 70 % молодых ЛГБТ-навахо пытаются покончить жизнь самоубийством. Испанские миссионеры неоднократно записывали эти традиции, и один миссионер-францисканец заявил, что «эти проклятые люди исчезнут с ростом числа миссий. Отвратительный порок будет устранен в той мере, в какой католическая вера и все другие добродетели будут прочно внедрены в них, во славу Божью и на благо этих бедных невежд» . Среди хопи новообращенным христианам было запрещено посещать традиционный танец змей, потому что «мужчины переодевались в одежду другого пола». Джонатан Нед Кац отмечает, что «христианизация коренных американцев и колониальное присвоение континента белой западной цивилизацией включали в себя попытку завоевателей устранить различные традиционные формы индийского гомосексуализма — как часть их попытки уничтожить ту местную культуру. что может вызвать сопротивление — форму культурного геноцида, в котором участвуют как индейцы, так и геи».
Уилл Роско в своей работе «Мужчина-женщина-зуни» пишет, что «преобладание содомии» и терпимость или даже уважение к трансгендерам подпитывали аргументы испанских исследователей в пользу колонизации коренных народов и их земель во имя христианства.
Законы о содомии были впервые приняты после того, как современная Аризона стала частью Испанской империи, а затем присоединилась к недавно получившей независимость Мексике и, наконец, к Соединенным Штатам. Вскоре после образования территории Аризоны в 1863 году территориальный законодательный орган Аризоны принял уголовный кодекс, содержащий положения, запрещающие содомию с лишением свободы на срок от пяти лет до пожизненного заключения. В 1912 году он был расширен за счет фелляции, в то время как наказание за содомию было сокращено до тюремного заключения от одного до пяти лет. Как и в случае с законами о содомии в то время, кодекс наказывал как гетеросексуальное, так и гомосексуальное поведение. В 1951 году наказание было изменено на тюремное заключение сроком от пяти до двадцати лет, и были приняты дальнейшие меры пресечения гомосексуальной активности, требующие от всех осужденных по законам о содомии регистрироваться у местного шерифа и сообщать о любых изменениях адреса. В последующие годы Верховный суд Аризоны отклонил многочисленные возражения, что закон был расплывчатым и неконституционным.
Летом 1979 года в ашраме Шри Рам недалеко от Бенсона состоялась Духовная конференция радикальных фей, участники которой стремились расширить идеи духовности в контексте освобождения геев.
Акт о справедливости штата Аризона 2001 года отменил законы штата о содомии и легализовал гомосексуальность.

## Признание однополых отношений
Аризона признала однополые браки после того, как была вынуждена прекратить соблюдение установленных законом и конституционных запретов на однополые браки по решению окружного суда США 17 октября 2014 года.
Несмотря на решение суда, запрет на однополые браки по-прежнему остается в конституции штата, и на веб-сайте Законодательного собрания штата Аризона нет упоминания о том, что запрет был отменен или иным образом стал недействительным.

### Предыдущая отмена
В ноябре 2006 года избиратели Аризоны отклонили Предложение 106, которое запрещало однополые браки и любой правовой статус, аналогичный браку (например, гражданские союзы или домашние партнерства).
Однако два года спустя избиратели Аризоны одобрили менее ограничительное Предложение 102, которое внесло поправки в Конституцию, запрещающие признание однополых браков.
При отсутствии конституционного запрета на домашнее партнерство или гражданские союзы, несколько городов, в том числе Финикс, Бисби, Тусон, Флагстафф и другие, впоследствии приняли такие меры.

## Усыновление и воспитание
Аризона разрешает усыновление отдельными лицами. Нет никаких явных запретов на усыновление / удочерение однополыми парами или усыновление вторым родителем. Однако закон штата требует, чтобы агентства по усыновлению уделяли первоочередное внимание размещению в семейной паре. Агентства могут передать ребенка юридически одинокому лицу, если это отвечает интересам ребенка или если нет супружеской пары.
Лесбийские пары имеют доступ к вспомогательным репродуктивным услугам, таким как экстракорпоральное оплодотворение. Закон штата признает негенетическую, негестационную мать законным родителем ребенка, рожденного в результате донорского оплодотворения, но только если родители состоят в браке.
В сентябре 2017 года Верховный суд Аризоны единогласно постановил, что однополые супруги имеют те же родительские права, что и разнополые супруги, в соответствии с законодательством штата. Основываясь на своем решении по делу Обергефелл против Ходжеса и Паван против Смита, суд пришел к выводу, что состоящие в браке однополые пары имеют право указывать оба имени в свидетельстве о рождении своего ребенка (детей). После еще нескольких судебных разбирательств в суде первой инстанции в октябре 2020 года Апелляционный суд Аризоны постановил, что в свидетельствах о рождении должны быть указаны документы однополых родителей.
Суррогатное материнство, будь то гестационное или традиционное, запрещено законом Аризоны. Несмотря на это, в свете судебного дела 1994 года по делу Сус против Верховного суда, в котором говорилось, что предполагаемые родители могут опровергнуть установленную законом презумпцию того, что беременная женщина является законной матерью ребенка, пары начали подавать прошения в суды с просьбой о выдаче предварительного судебного приказа, который объявит их законными родителями ребенка, а не суррогатную мать. Контракты остаются не имеющими исковой силы, и, следовательно, некоторые адвокаты не будут готовить соглашения о суррогатном материнстве. Только биологические родители могут получить предписание о рождении, а это означает, что для однополых пар небиологический родитель должен завершить усыновление вторым родителем, чтобы быть юридически признанным родителем.

## Защита от дискриминации

Карта городов Аризоны, в которых до решения по делу Босток против округа Клейтон действовали законы о запрете на трудоустройство в отношении сексуальной ориентации и/или гендерной идентичности.
Сексуальная ориентация и гендерная идентичность с указом, запрещающим дискриминацию при приеме на работу
Сексуальная ориентация и гендерная идентичность исключительно на государственной службе
Сексуальная ориентация на государственной службе
Нет антидискриминационного постановления¹
¹С 2020 года в результате решения по делу Босток против округа Клейтон дискриминация по признаку сексуальной ориентации или гендерной идентичности на государственной и частной работе запрещена во всем штате. Дискриминация государственных служащих по признаку их сексуальной ориентации запрещена с 2003 года

Как часть Соединенных Штатов, штат Аризона подпадает под действие дел Босток против округа Клейтон, Altitude Express, Inc. против Зарда и R.G. & G.R. Harris Funeral Homes Inc. v. Equal Employment Opportunity Commission от 2020 года, которое постановило, что дискриминация на рабочем месте по признаку сексуальной ориентации или гендерной идентичности является дискриминацией по признаку пола, и поэтому Раздел VII защищает сотрудников ЛГБТ от дискриминации.
Помимо постановлений, правительство штата Аризона, а также различные муниципалитеты Аризоны приняли различные антидискриминационные положения, по крайней мере, с 1990-х годов.
1992 год
Городской совет Финикса утвердил постановление о недопущении дискриминации, запрещающее дискриминацию на рабочем месте геев и лесбиянок, работающих в городе, или в компаниях с городскими контрактами и численностью не менее 35 сотрудников.
1999 год
Городской совет Тусона принял постановление о недискриминации.
2003 год
Тогдашний губернатор Джанет Наполитано издала указ, запрещающий дискриминацию государственных служащих по признаку сексуальной ориентации.
2013 год
В феврале городской совет Финикса пересмотрел свое постановление о недопущении дискриминации, чтобы запретить дискриминацию в сфере занятости, жилья и общественных мест по признаку сексуальной ориентации, гендерной идентичности или гендерного самовыражения.
В марте городской совет Флагстаффа принял постановление о гражданских правах, запрещающее дискриминацию по признаку сексуальной ориентации, гендерной идентичности и статуса ветерана армии в сфере занятости и общественных мест. Исключения были сделаны для религиозных организаций, «выразительных групп», государственных учреждений и предприятий с менее чем 15 сотрудниками.
2014 год
В феврале городской совет Темпе единогласно утвердил постановление, запрещающее дискриминацию в сфере занятости, жилья и общественных помещений, за исключением религиозных групп и частных клубов.
В том же месяце тогдашний губернатор Ян Брюэр наложил вето на законопроект о «свободе вероисповедания», который предоставлял бы любому физическому или юридическому лицу исключение из любого закона штата, если бы он существенно затруднял их отправление религии, что, по широко распространенным сообщениям, направлено на ЛГБТ. Законопроект вызвал международную критику.
2015 год
Седона утвердила постановление, которое обеспечивает защиту от дискриминации на рабочем месте, в жилых и общественных помещениях.
2018 год
В июне Апелляционный суд штата Аризона оставил в силе постановление Финикса о борьбе с дискриминацией после того, как в 2016 году был подан иск о его отмене.
В ноябре городской совет Уинслоу принял постановление о недопущении дискриминации, запрещающее дискриминацию по признаку гендерной идентичности, сексуальной ориентации или семейного положения.
2021 год
В марте городской совет Месы утвердил постановление о недопущении дискриминации, которое запрещает дискриминацию в сфере занятости, жилья и мест общественного пользования на основании, среди прочего, сексуальной ориентации и гендерной идентичности.
В апреле городской совет Скоттсдейла одобрил постановление о борьбе с дискриминацией, которое обеспечивает защиту сообщества ЛГБТ с исключениями, сделанными для различных организаций, включая религиозные организации, при определенных условиях. Постановление вступило в силу 20 мая.
Также в апреле группа, назвавшаяся «United For Mesa», представила подписи властям города Меса, пытаясь включить в бюллетень инициативу об отмене городского постановления о недискриминации.
В мае Глендейл единогласно принял постановление о недискриминации.
Также в мае подписи, представленные United For Mesa с целью заставить избирательные бюллетени отменить недискриминацию Месы, были отозваны после того, как группа подала жалобу, в которой утверждала, что United For Mesa не хватает подписей, необходимых для принудительного применения избирательной меры.
В июне городской совет Толлесона одобрил постановление о недискриминации.

## Закон о преступлениях на почве ненависти
Аризона включает сексуальную ориентацию в качестве защищенной категории в свой закон о преступлениях на почве ненависти. Закон предусматривает дополнительные правовые санкции за совершение преступления, мотивированного сексуальной ориентацией жертвы, среди других категорий. Гендерная идентичность не включена, хотя федеральный закон охватывает преступления, вызванные гендерной идентичностью жертвы, поскольку в октябре 2009 года был принят Закон о предотвращении преступлений на почве ненависти Мэтью Шепарда и Джеймса Берда младшего.

## Права трансгендеров
Аризона выдаст новые свидетельства о рождении послеоперационным трансгендерам. Штат изменит гендерный маркер в свидетельстве о рождении «для человека, который перенес операцию по смене пола или имеет хромосомный счет, который устанавливает, что пол человека отличается [от пола в исходном свидетельстве]». Управление записи актов гражданского состояния выдаст исправленное свидетельство о рождении после получения заполненной «Формы запроса свидетельства о рождении», «Аффидевита для исправления свидетельства о рождении» и нотариально заверенного письма от врача, подтверждающего операцию по смене пола. Штат изменит маркер пола в водительских правах и удостоверении личности штата после получения «подписанного заявления от лицензированного врача, подтверждающего, что заявитель безоговорочно привержен процессу смены пола». Смена пола в водительских правах и удостоверении личности не требует операции по смене пола.
25 апреля 2019 года Верховный суд Аризоны постановил, что суды по семейным делам имеют право определять тип ухода, который может получить трансгендерный ребенок, но только в ограниченных обстоятельствах. В деле, касающемся разведённой пары, которая не согласилась с тем, как заботиться о своем ребенке с гендерной дисфорией, суд постановил, что «когда возникает тупик, суд уполномочен определять не только элемент плана воспитания, но и другие. факторы, которые необходимы для поддержания и защиты эмоционального и физического здоровья ребенка». Дело было возвращено в суд по семейным делам с директивой о том, что любые будущие директивы должны быть узкоспециализированными и подкрепляться доказательствами того, что вред для ребенка неизбежен.
Постановление, принятое в 1982 году, гласит, что Medicaid не может покрывать расходы на операцию по смене пола. В августе 2020 года двое подростков-трансгендеров с помощью Национального центра прав лесбиянок и Национальной программы законодательства в области здравоохранения (NHeLP) вместе с союристом King & Spalding LLP и Perkins Coie LLP подали иск, оспаривая постановление 1982 года, поскольку оно является неконституционной.
В ноябре 2020 года три семьи с трансгендерными детьми подали иск против Министерства здравоохранения штата Аризона в федеральный суд с требованием, чтобы агентство штата разрешило им изменить пол в свидетельстве о рождении без необходимости проведения операции по смене пола.

## Конверсионная терапия
В августе 2017 года наблюдательный совет округа Пима большинством голосов 3–2 принял постановление, запрещающее конверсионную терапию. Правонарушители должны заплатить штраф до 2500 долларов.

## Ограничения в обучении

### Закон о пропаганде гомосексуализма не отменен

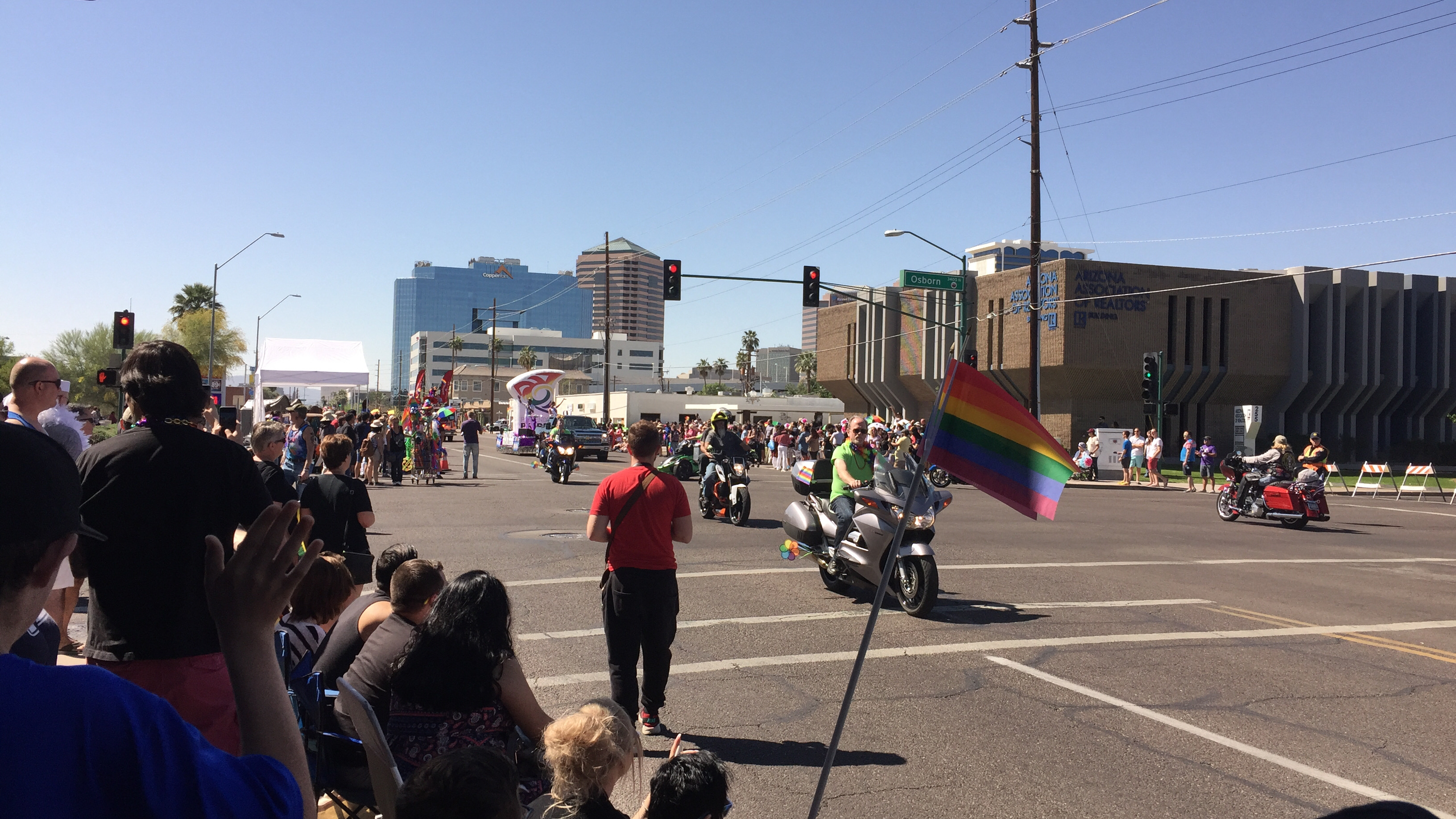
Парад гордости Финикса, 2017

В апреле 2019 года Законодательное собрание штата Аризона отменило закон 1991 года, запрещавший обучение, связанное со СПИДом и ВИЧ, которое «пропагандирует гомосексуальный образ жизни», «изображает гомосексуальность как позитивный альтернативный образ жизни» или «предполагает, что некоторые методы секса - это безопасный метод гомосексуального секса». В связи с несколькими нерешенными судебными делами, конституционность закона была поставлена под сомнение. Законопроект был принят Палатой представителей 55–5 голосами, а Сенатом - 19–10 голосами. Закон вступил в силу 1 июля 2019 года.   

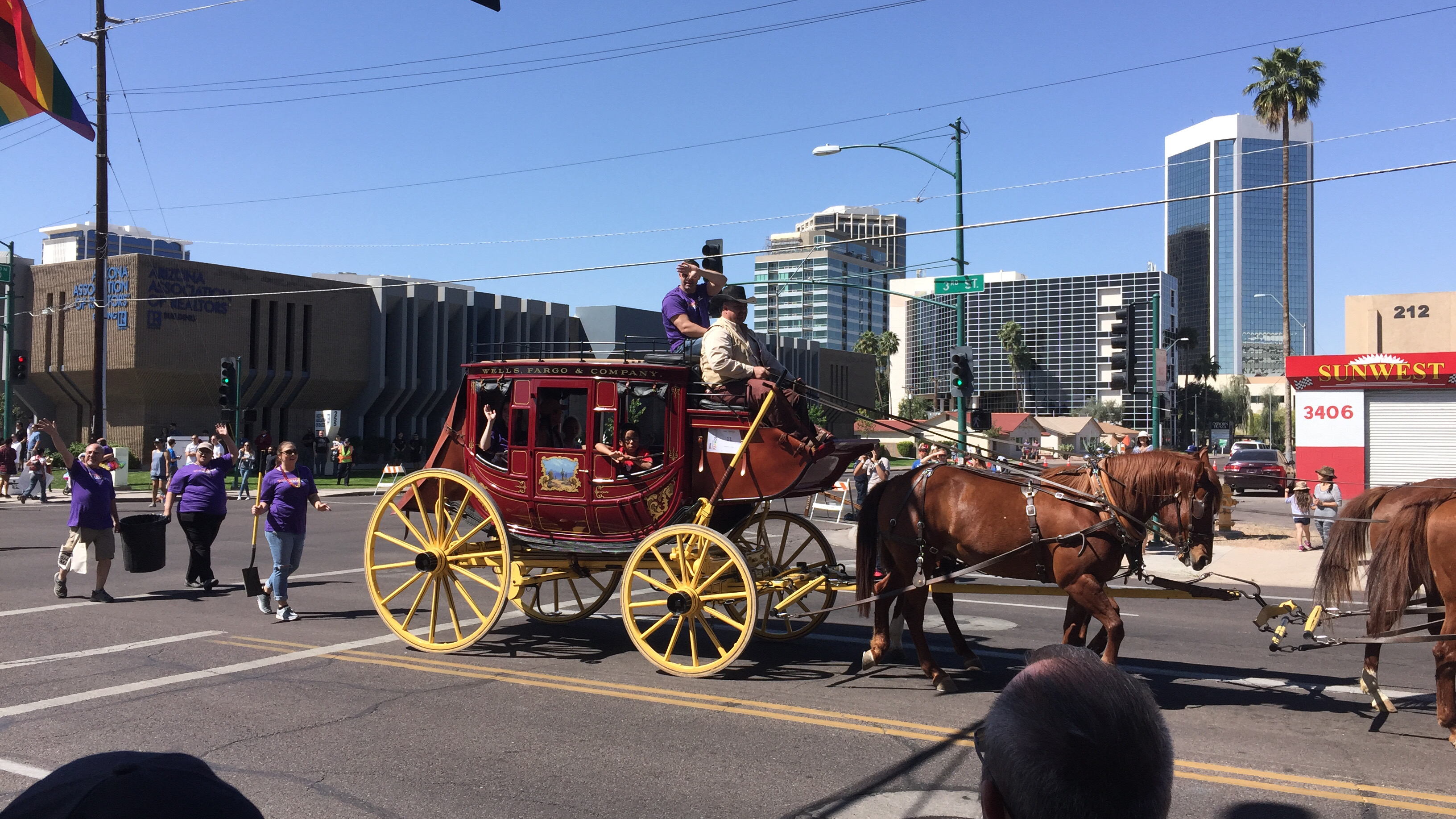
Уэллс Фарго на параде гордости Финикса, 2017

Сенатор штата Сильвия Аллен, республиканка, впоследствии попыталась ввести аналогичный закон. Она предложила убрать слово «гомосексуальность» из учебных программ государственных школ и запретить преподавать половое воспитание до 12 лет. Закон должен был быть рассмотрен Комитетом по образованию Аризоны в январе 2020 года, но слушание было отложено, чтобы это предложение могло быть пересмотрено.

### Согласие на половое воспитание
20 апреля 2021 года губернатор Аризоны Дуг Дьюси наложил вето на законопроект SB1456, который ограничивал преподавание полового воспитания и других вопросов, связанных с гендерной идентификацией и сексуальностью, только учащимися, родители которых дали согласие. Законопроект принят в Законодательном собрании Аризоны 31–28 голосами Палаты представителей и 16–14 голосами Сената. В июне 2021 года аналогичный законопроект о половом воспитании был принят Законодательным собранием Аризоны, но был «разбавлен» и направлен прямо к губернатору Аризоны Дагу Дьюси, который либо подписал закон, либо, возможно, снова наложил вето.

## Общественное мнение
Отношение и мнения общественности к ЛГБТ-сообществу значительно изменились за последние десятилетия.
Опрос 2003 года, проведенный по заказу Университета Северной Аризоны, показал, что 54% жителей Аризоны выступают против однополых браков, а 42% их поддерживают. Последующие опросы зафиксировали аналогичные цифры. В 2013 году опрос Rocky Mountain Poll показал, что большинство в 55% поддерживают однополые браки, а против - 35%. После легализации однополых браков в 2014 году поддержка немного упала до уровня ниже 50%, но затем снова увеличилась, достигнув 62% в 2016 году.
Опрос общественного института религий (PRRI), проведенный в 2017 году, показал, что 63% жителей Аризоны поддерживают однополые браки, 28% выступают против, а 9% не уверены. Тот же опрос показал, что 73% жителей Аризоны поддерживают антидискриминационный закон, касающийся сексуальной ориентации и гендерной идентичности, а 20% выступают против. Кроме того, 59% выступили против разрешения государственным предприятиям отказываться от обслуживания ЛГБТ из-за религиозных убеждений, а 35% поддержали разрешение таких отказов на религиозной основе.

## Итоговая таблица
| Гомосексуальность легальна                                       | (с 2001) |
| Равный возраст сексуального согласия                             | (с 2001) |
| Законы о борьбе с дискриминацией в сфере занятости               | (с 2020) |
| Законы о борьбе с дискриминацией в жилищной сфере                | / (есть различия)                                                                                             |
| Законы о борьбе с дискриминацией в общественных местах           | / (есть различия)                                                                                             |
| Однополые браки                                                  | (с 2014, но конституционный запрет на однополые браки остается в силе)                                        |
| Признание однополых отношений                                    | (с 2014) |
| Одиночное и совместное усыновление однополыми парами             | (с 2014) |
| Лесбиянкам, геям и бисексуалам разрешено открыто служить в армии | (с 2011) |
| Трансгендерам разрешили открыто служить в армии                  | (с 2021) |
| Интерсексуалам разрешили открыто служить в армии                 | (текущая политика Министерства обороны США запрещает "гермафродитам" служить или поступать на военную службу) |
| Конверсионная терапия запрещена для несовершеннолетних           | / (есть различия)                                                                                             |
| Доступ к ЭКО для лесбийских пар                                  | Yes |
| Законное соглашение о суррогатном материнстве для пар геев       | / (известно, что выполняется, несмотря на установленный законом запрет)                                       |
| Мужчинам, практикующих секс с мужчинами, разрешили сдавать кровь | / (с 2020 года; отсрочка на 3 месяца)                                                                         |